# Али ибн Хамдун аль-Андалуси
Али ибн Хамдун аль-Андалуси (ум. в 945, Мсила) — один из первых сторонников исмаилизма в Магрибе, один из основателей и первый вали Мсилы (924—945) в составе Фатимидского халифата. Активный участник кампаний халифата по завоеванию берберов.

## Биография
При рождении Али получил имя Талаба. Родословная его семьи восходит к Абдул-Хамиду ал-Джудхами, который был представителем сирийских подразделений в армии Омейядского халифата. После завоевания Испании он поселился в аль-Андалусе, в регионе Алькала-ла-Реаль (современная испанская провинция Хаэн). Отец Талабы, Хамдун, перебрался с семьёй в Беджаю (современный северо-западный Алжир), где семья получила свою наследственную нисбу аль-Андалуси.
В 900 году Талаба отправился в паломничество в Мекку и проходя через земли берберского племени Кутама подвергся воздействию исмаилитского миссионера Абу Абдаллаха аш-Шии. Он решил остаться здесь и взял себе в жёны местную девушку Майюму бинт Алахам. Здесь же будущий вали сменил имя с Талаба на Али. В 909 году, после основания Фатимидского халифата, первый его халиф Абдаллах аль-Махди Биллах принял Али ибн Хамдуна при дворе.
В 924 году Али ибн Хамдун принял участие в кампании сына Абдаллаха Мухаммада аль-Каим Биамриллаха против берберов из племенной группы Зената. Али стал одним из основателей нового города в покорённых землях Магриба, расположившегося между горным массивом Ходна и одноимённым озером. Он получил название аль-Мухаммадия (ныне Мсила, столица одноимённого вилайета Алжира) в часть основателя Мухаммада аль-Каим Биамриллаха. Это поселение стало базой для фатимидской армии в кампаниях против магрибцев.
После основания города Али получил должность его наместника (вали) и де-факто выполнял роль «маркграфа» всей фатимидской территории, отбитой у племени Зената. Али ибн Хамдун остался верным своему повелителю во время восстания Абу Язида аль-Хариджи (944—947), скончавшись в 945 году. Ему наследовал сын Джафар ибн Али аль-Андалуси, который вместе с братом Яхьёй был одним из участников конфликта между Фатимидским и Кордовским халифатами на протяжении десятилетий, прекратив быть верными халифу аль-Муизз Лидиниллаху в 971 году.